# Sibinj
Sibinj est un village et une municipalité située en Slavonie, dans le comitat de Brod-Posavina, en Croatie. Au recensement de 2001, la municipalité comptait 7 549 habitants, dont 97,90 % de Croates et le village seul comptait 2 574 habitants.

## Localités
La municipalité de Sibinj compte 12 localités :
- Bartolovci
- Brčino
- Gromačnik
- Celikovići
- Gornji Andrijevci
- Grgurevići
- Grižići
- Jakaćina Mala
- Ravan
- Sibinj
- Slobodnica
- Završje